# Keurusselkä
Keurusselkä – jezioro w Finlandii koło miasta Keuruu. Pod względem powierzchni zajmuje 40. miejsce w kraju. Leży na terenie gmin Keuruu i Mänttä-Vilppula. Zachodnia część jeziora pokrywa pozostałości krateru uderzeniowego o tej samej nazwie. Jezioro należy do dorzecza Kokemäenjoki.

## Krater uderzeniowy
Krater Keurusselkä o średnicy 30 kilometrów jest największym znanym w Finlandii i jednym z 5 największych w Europie. Wiek krateru nie jest znany, ale datowanie przeobrażonych skał krystalicznych wskazuje, że powstał on nie wcześniej niż 1,8 miliarda lat temu. Centrum krateru ma współrzędne geograficzne 62°08′N 24°36′E/62,133333 24,600000.